# Rolls Frakció
A Rolls Frakció egy kezdetben punk-rockot, később újhullámos popzenét játszó magyar együttes. 
Az együttes 1978-ban alakult Rolls néven D. Nagy Lajos vezetésével. Basszusgitáros hiányában rövidesen csatlakozott hozzájuk D. Nagy gyermekkori barátja, Trunkos András.
Éveken át amolyan tűrt zenekarként koncerteztek, hanglemez nélkül. A Beatrice együttes feloszlását követően Nagy Feróval együtt játszottak néhány hónapon át Backing Group néven. Nagyobb sikert értek el akkor, amikor Deák Bill Gyula is társult melléjük vendégénekesként.
Szövegeik szürreálisak, az akkori magyar tömegkultúrában szokatlanok voltak, sokak számára öncélúnak hatottak. 1982. október 23-án a Magyar Televízió Egymillió fontos hangjegy című műsorában leadták egy koncertfelvételük részletét, többek között a Fejezetek egy iskolás gyermek naplójából című dalukkal, amelyben elhangzott az elhíresült szöveg: „Állva pisilek és ülve kakálok, mégis úgy érzem, hogy tisztesség dolgában elég szarul állok.” Ezt követően a műsor megszűnt, a zenekar pedig végleg ellehetetlenült, nem kaptak több fellépési lehetőséget.
1984-ben még készíthettek ugyan egy albumot (Rolls), ám sok daluk nem szerepelhetett rajta, helyette újakat kellett írni. A sorozatos nehézségek miatt feloszlott a zenekar. D. Nagy Lajos rövid angliai kiruccanás után a rendszerváltás idején sikeres Bikini együttesben  folytatta (Feró utódaként). Tíz évvel később, a Bikini szünetelése idején D. Nagy és a Frakció címmel jelent meg egy újabb lemez, majd nem sokkal később "R" Frakció néven. 2004-ben alakult meg a Rolls Frakció Tribute Band, D. Nagy és Trunkos jóváhagyásával, mely azóta is aktívan játszik és viszi tovább a zenekar örökségét.
2007-ben új, rockosabb felállással „Rolls Fraktion” néven vonulnak stúdióba és készítik el az ...és mégis lapos a Föld! stúdiólemezt 2008-ban, amely kizárólag új dalokat tartalmaz. 2009-ben a zenekar 30 éves jubileumára újra összeállt a klasszikus felállás egy koncert erejéig, olyan vendégművészekkel, mint az Omega, a Guy Magic Fingers, Csillag Endre, Torres Dani, Bese Lajos, Boros Lajos, és a Sid.
2011 nyara óta a Rolls Frakció újra működik, koncertezik.

## Felállások
| Év   | Tagok |
| ---- | --- |
| 1978 | - D. Nagy Lajos (ének) - Tóth Csaba (gitár) - Trunkos András (basszusgitár) - Tóth Miklós (billentyűsök) - Óbert Tibor (dob) - Donászy Tibor (dob) - Tzortzoglou Jorgosz (konga) - Hadnagy László (konga)     |
| 1993 | - D.Nagy Lajos (ének) - Csillag Endre (gitár) - Knapik Tamás (gitár) - Trunkos András (basszusgitár) - Mihály Tamás (billentyűsök) - Kató Zoltán (szaxofon) - Nagy László (dob) - "Black Girls" Hajni (vokál) |
| 2011 | - Nádudvari Lajos – (dob) - Losonczy Pál – (billentyűs hangszerek) - Gabrieli Richárd – (ének) - Gönci György – (basszusgitár) - Belányi István – (gitár) - Héri Attila – (dob)                               |
| 2013 | - Nádudvari Lajos – (dob) - Losonczy Pál – (billentyűs hangszerek) - Gregus Miklós (Béka) – (ének) - Gönci György – (basszusgitár) - Nusser Ernő – (gitár)                                                    |

## Kiadványok
- Már megtanultam rég (1980) (kislemez, az MHV Pepita – Rock Hullám sorozatában)
- Rolls Frakció – Fuckin' USA (1981. aug. 23. BIP) (bootleg, utólag terjesztve)
- Lányok térnek meg / Bordám között kasza (1981)
- Rolls (1981. BIP) (bootleg, utólag terjesztve)
- Feladat / Mitől megy a villamos (1982) (kislemez)
- Trunkos sámlija (1983) (bootleg, utólag terjesztve)
- Rolls (1984)
- Budapest felett (1993) (D. Nagy és a Frakció néven)
- Kejne pánik (1994) ("R" Frakció néven)
- Koncert (1999) (egy 1982-es felvétel alapján)
- First Night Performance – One Night Show (2004) (Rolls Frakció Tribute Virtual Band néven)
- Ti vagytok a jelen (2005) (Rolls Frakció Tribute Band néven)
- Rolls a Yukban (2006) (Rolls Frakció Tribute Band néven)
- És mégis lapos a föld (2008) (Rolls Fraktion néven)

## Külső hivatkozások
- Hivatalos weboldal
- Facebook oldal
- A Rockmúzeum riportja Trunkos Andrással
- Frakciófegyelem, avagy újra összeall a Rolls frakció
- „Állva pisilek/És ülve kakálok.” A Rolls Frakció tündöklése és bukása Archiválva 2018. december 5-i dátummal a Wayback Machine-ben
- Rolls Rádió
- Rolls TV
- A "Fejezetek egy iskolás gyermek naplójából" ominózus koncertfelvétele
- Dalszövegek
- Rolls Fraktion – Myspace oldal
- Rolls Klub